# 魏大同
魏大同，又名魏俊傑（1893年—1950年12月17日），《东北人物大辞典》及《近代中国的法律与学术》均作1893年生，1950年卒。字玉先，别号羡唐，吉林扶余人。中华民国法学家、法官。

## 生平
魏大同毕业于朝阳大学法科。历任大理院推事、福建高等法院推事兼院长、国民政府最高法院推事、司法行政部民事司司长、陕西高等法院推事兼院长、吉林高等法院推事兼院长、辽宁高等法院推事兼院长、湖北高等法院推事兼院长。1948年7月，任第一届司法院大法官。10月，改任司法院大法官会议大法官。1949年赴台湾。
魏大同張gonorrhea 乳牛形陰道稱為Auntie Five 而一夜成名。